# Kanton Viarmes
Der Kanton Viarmes war von 1967 bis 2015 ein französischer Wahlkreis im Arrondissement Sarcelles, im Département Val-d’Oise und in der Region Île-de-France; sein Hauptort war Viarmes.

## Gemeinden
Der Kanton umfasste zehn Gemeinden:
| Gemeinde               | Einwohner Jahr | Fläche km² | Bevölkerungsdichte | Postleitzahl | Code INSEE |
| ---------------------- | -------------- | ---------- | ------------------ | ------------ | ---------- |
| Asnières-sur-Oise      | 2577 (2013)    | –          | – Einw./km²        | 95270        | 95026      |
| Baillet-en-France      | 2026 (2013)    | –          | – Einw./km²        | 95560        | 95042      |
| Belloy-en-France       | 2115 (2013)    | –          | – Einw./km²        | 95270        | 95056      |
| Maffliers              | 1713 (2013)    | –          | – Einw./km²        | 95560        | 95353      |
| Montsoult              | 3414 (2013)    | –          | – Einw./km²        | 95560        | 95430      |
| Noisy-sur-Oise         | 682 (2013)     | –          | – Einw./km²        | 95270        | 95456      |
| Saint-Martin-du-Tertre | 2688 (2013)    | –          | – Einw./km²        | 95270        | 95566      |
| Seugy                  | 1015 (2013)    | –          | – Einw./km²        | 95270        | 95594      |
| Viarmes                | 5269 (2013)    | –          | – Einw./km²        | 95270        | 95652      |
| Villaines-sous-Bois    | 703 (2013)     | –          | – Einw./km²        | 95570        | 95660      |

## Bevölkerungsentwicklung
| 1968   | 1975   | 1982   | 1990   | 1999   | 2006   | 2011   |
| ------ | ------ | ------ | ------ | ------ | ------ | ------ |
| 10.141 | 13.727 | 17.119 | 18.432 | 19.928 | 20.756 | 21.766 |